# Dogcow
 (octobre 2014).
Si vous disposez d'ouvrages ou d'articles de référence ou si vous connaissez des sites web de qualité traitant du thème abordé ici, merci de compléter l'article en donnant les références utiles à sa vérifiabilité et en les liant à la section « Notes et références ».
Le dogcow (« chienvache » en anglais) est un animal fictif issu à l'origine d'une plaisanterie interne dans l'entreprise Apple et qui est devenu ensuite la mascotte de la communauté des développeurs Macintosh pendant la période 1986-2000 environ.

## Origines
La graphiste Susan Kare, embauchée par Apple en 1983 pour créer les graphismes du premier Macintosh a notamment travaillé sur les icônes et les polices de caractères. Parmi les polices créées, la police de style dingbat Cairo comprenait un petit chien tacheté. Cette icône fut utilisé en 1985 pour illustrer l'orientation des pages lors de l'impression dans le pilote de la première imprimante laser d'Apple : LaserWriter, jusqu’à Mac OS 9. Mais les fenêtres de prévisualisation avaient une échelle si basse qu'il était impossible de reconnaître l'animal. Chez Apple, le développeur Marc Harlan harcela son collègue Scott Zimmerman pour savoir s'il s'agissait d'un chien ou d'une vache. La réponse fut :
« Les deux, OK ! Ça s'appelle un dogcow. Maintenant, vas-tu sortir de mon bureau ? ».

## Mascotte de la communauté des développeurs Macintosh
Le dogcow devint un élément de la culture d'Apple à partir de 1986 quand Mark Harlan rédigea la TechNotes #31 en guise de poisson d'avril. TechNotes qui sera reprise ensuite sur les CD distribués aux développeurs Macintosh. Mark Harlan écrira un article en 2 parties dans le magazine Develop en 1994 pour revenir en détail sur l'histoire de Dogcow au sein des laboratoires d'Apple.
Les équipes Apple, lui créèrent petit à petit un imaginaire assez construit : son cri est « Moof! », mélange d'aboiement et de beuglement. Il fut baptisé Clarus, en référence à la filiale Claris d'Apple. Une autre blague justifia que le dogcow est une femelle : un mâle serait un dogbull (chien-taureau), et les dogbull n'existent pas pour ne pas les confondre avec les bulldog.
Une autre plaisanterie est qu'on ne les voit jamais dans la nature, c'est parce qu'elles se tiennent de face pour ne pas êtres vues, et étant en 2D elles sont alors invisibles.
L'expression et le concept « Moof! in mind » (que le magazine français SVM Mac traduisit en « avoir l'esprit Moof! ») signifie chez les développeurs d'Apple « explorer de nouvelles pistes ».

## Pop-culture
Pendant les décennies 80 et 90, Dogcow s'échappa des laboratoires d'Apple pour être reprise comme icône par la communauté des développeurs Macintosh et fut déclinée dans le monde numérique et réel sous diverses formes et variations.
- Des pin's, tapis de souris et t-shirt la représentant furent distribués notamment à la conférence des développeurs en 1988[6].
- Elle fut présente comme sculpture dans le jardin d'icônes d'Apple à Cupertino[7].
- Une bière fut brassée à son nom : MoofBraü[8] pour la WWDC 1996.
- Elle fut la muse des équipes qui développèrent la première version de QuickTime (1990-1991) et fut présente dans les premières démonstrations de la technologie[9].
- Des artistes s'en sont emparés pour réaliser des hommages[10], des parodies[11] ou des détournements[12].
- Le NewYorker a publié un poème[13] autour de la culture du hacker, illustré par la Dogcow.
- etc.

Il ne reste plus aujourd'hui de trace de « Clarus, the Dogcow » sur le site d'Apple, l'entreprise a changé d'image et la frivolité incarnée par cette icône n'est plus de mise[Interprétation personnelle ?]. La dernière présence officielle de la DogCow fut produite par Susan Kare en 2012 lors de son audience devant le juge Koh dans le procès qui opposa la société Apple contre la société Samsung en 2012.
Les fans restent assez actifs pour développer un utilitaire plaçant un dogcow modernisé comme icône d'impression. Ce travail avait commencé dès les premières versions de Mac OS X, et a été mis à jour pour fonctionner y compris avec la version de Mac OS X sortie en 2014.